# Все роже света
Все роже света (прев. Сво цвеће света) песма је коју је 1967. на Евросонгу у Бечу извео југословенски и словеначки певач Ладо Лесковар.
Музику је написао Урбан Кодер, а текст Милан Линдич. Песма је премијерно изведена на југословенском националном избору који је одржан 19. јануара 1967. у студију тадашње РТВ Љубљана, у конкуренцији укупно 15 композиција. 
У финалу Песме Евровизије 1967, које је одржано 8. априла у Бечу, Лесковар је наступио 15. по реду, а након гласања стручних жирија из свих земаља учесника југословенски представник је заузео 8. место са 7 бодова. Оркестром је током наступа уживо дириговао маестро Марио Ријавец.